# Кузнецовское сельское поселение (Ростовская область)
Кузнецовское сельское поселение — муниципальное образование в Семикаракорском районе Ростовской области. 
Административный центр поселения — хутор Кузнецовка.

## Административное устройство
В состав Кузнецовского сельского поселения входят:
- хутор Кузнецовка;
- хутор Балабинка.

## Население
| 2010  | 2012  | 2013  | 2014  | 2015  | 2016  | 2017  |
| ----- | ----- | ----- | ----- | ----- | ----- | ----- |
| 1503  | ↘1485 | ↘1431 | ↘1418 | ↘1391 | ↗1392 | ↘1385 |
| 2018  | 2019  | 2020  | 2021  |       |       |       |
| ↗1388 | ↘1370 | →1370 | ↘1344 |       |       |       |

## Достопримечательности
- Памятник воинам Великой Отечественной войны в хуторе Кузнецовка[12]. Захоронение проводилось в 1943 году, памятник  -  1970 году. Памятник установлен в честь танкистов, погибших при освобождении хутора Маныческий и хутора  Красный. На территории у памятника находятся 6 братских могил.
- Памятник воинам Великой Отечественной войны в хуторе Балабинка (1950г.)